# Curicaberis culiacan
La araña cangrejo gigante (Curicaberis culiacan), es un arácnido perteneciente a la familia Sparassidae del orden Araneae. Esta especie fue descrita por Rheims en el 2015. El nombre del género Curicaberis es un sustantivo tomado de la cultura mexicana, “Curicaberis” es el cielo y el dios del pueblo de Tarasco (una tribu indígena al oeste de México). El nombre específico es un nombre en aposición y se refiere a la localidad tipo.

## Clasificación y descripción
Es una araña cangrejo perteneciente a la familia Sparassidae del orden Araneae. El macho se puede distinguir dentro del género debido a que el palpo tiene un apófisis tibial retrolateral corto con una muy amplia base casi cuadrada, estrechándose hacía una punta curva y puntiaguda; prosóma del macho con quelíceros y pedipalpos de color naranja pálido; patas naranja pálido muy ligeramente moteadas, con puntos marrones ventrales; labium y enditos amarillo pálido ligeramente más obscuro en la base; esternón amarillo pálido ligeramente más oscuro en los márgenes; opistosóma amarillo pálido, dorso moteado con puntos marrones laterales y un patrón de seis espinas en forma de esqueleto de pez en la mitad posterior, banda longitudinal ventral ancha en el medio de color marrón, largo total 7.9 cm; prosóma 3.2 cm de largo, 2.4 cm ancho; opistosóma 4.5 cm de largo, 2.8 cm de ancho; palpo con apófisis tibial retrolateral ventral I y puntiagudo; apófisis tibial retrolateral II cóncavo; subtegulo visible con posición de diez en punto; émbolo saliendo por el tegulo en posición de las 8 en punto; Conducto con el mismo ancho en toda su longitud. La hembra en esta especie se desconoce.

## Distribución
Es endémica, solo se tiene registro de esta especie en México en el estado de Sinaloa.

## Hábitat
Es de ambiente terrestre. No se tiene información sobre el tipo de hábitat que esta especie ocupa, sin embargo algunos miembros de la misma familia habitan en lugares secos y pedregosos, desde el nivel del mar a cotas altas en las montañas como los 3200 m s. n. m.; en lugares con vegetación variada pero en lugares donde parece predominar el sustrato de rocas calizas.

## Estado de conservación
Hasta el momento en México no se encuentra en ninguna categoría de protección, ni en la Lista Roja de la IUCN (International Union for Conservation of Nature) ni en CITES (Convención sobre el Comercio Internacional de Especies Amenazadas de Fauna y Flora Silvestres). 